# USS Waldron (DD-699)
USS Waldron (DD-699) là một tàu khu trục lớp Allen M. Sumner được Hải quân Hoa Kỳ chế tạo trong Chiến tranh Thế giới thứ hai. Nó là chiếc tàu chiến duy nhất của Hải quân Mỹ được đặt theo tên Thiếu tá Hải quân John C. Waldron (1900-1942), phi công Hải quân chỉ huy một liên đội máy bay ném bom-ngư lôi trên tàu sân bay Hornet, tử trận trong Trận Midway và được truy tặng Huân chương Chữ thập Hải quân. Nó đã hoạt động cho đến hết Thế Chiến II, và tiếp tục phục vụ sau đó trong Chiến tranh Việt Nam cho đến khi được chuyển cho Colombia năm 1973, và hoạt động như là chiếc ARC Santander (DD-03) cho đến khi ngừng hoạt động và bị tháo dỡ năm 1986. Waldron được tặng thưởng bốn Ngôi sao Chiến trận do thành tích phục vụ trong Thế Chiến II, và thêm một Ngôi sao Chiến trận khác trong Chiến tranh Việt Nam.

## Thiết kế và chế tạo
Waldron được đặt lườn tại xưởng tàu của hãng Federal Shipbuilding and Drydock Company ở Kearny, New Jersey vào ngày 16 tháng 11 năm 1943. Nó được hạ thủy vào ngày 26 tháng 3 năm 1944; được đỡ đầu bởi cô Nancy Waldron, và nhập biên chế tại Xưởng hải quân New York vào ngày 7 tháng 6 năm 1944 dưới quyền chỉ huy của Trung tá Hải quân George E. Peckham.

## Lịch sử hoạt động

### 1944
Waldron tiến hành chạy thử máy tại khu vực phụ cận Bermuda vào đầu mùa Hè năm 1944, rồi được đại tu sau thử máy tại New York từ ngày 22 tháng 7 đến ngày 6 tháng 8, quay trở lại khu vực Bermuda để tiếp tục huấn luyện. Nó quay trở lại New York vào giữa tháng 9, rồi lên đường vào ngày 26 tháng 9, đi ngang qua Delaware và đi đến kênh đào Panama vào ngày 1 tháng 10, băng qua kênh đào cùng ngày hôm đó, rồi khởi hành từ Balboa vào ngày 4 tháng 10 để gia nhập Hạm đội Thái Bình Dương. Chiếc tàu khu trục ghé qua San Pedro, California từ ngày 12 đến ngày 14 tháng 10, và đi đến Trân Châu Cảng vào ngày 20 tháng 10. Nó tiếp tục ở lại vùng biển quần đảo Hawaii cho đến ngày 17 tháng 12, khi nó lên đường đi sang khu vực Tây Thái Bình Dương, đi đến vũng biển Ulithi vào ngày 28 tháng 12, nơi nó tham gia thành phần hộ tống cho Lực lượng Đặc nhiệm 38, lực lượng tàu sân bay nhanh trực thuộc Đệ Tam hạm đội.

### 1945
Waldron trải qua toàn bộ thời gian trong Thế Chiến II hoạt động cùng lực lượng đặc nhiệm tàu sân bay nhanh. Nó rời Ulithi vào ngày 30 tháng 12, bảo vệ cho các tàu sân bay khi chúng tung máy bay không kích xuống Đài Loan vào các ngày 3 và 4 tháng 1, 1945; rồi đến các ngày 6 và 7 tháng 1 là các đợt không kích xuống Luzon, Philippines. Cả hai cuộc không kích này đều nhằm chuẩn bị cho cuộc đổ bộ lên Luzon, được tiến hành tại vịnh Lingayen vào ngày 9 tháng 1. Đang khi cuộc đổ bộ diễn ra, chiếc tàu khu trục cùng lực lượng đặc nhiệm quay lên phía Bắc trấn áp không lực đối phương tại Đài Loan. Cùng ngày hôm đó, nó băng qua eo biển Bashi tiến vào Biển Đông, nơi Lực lượng Đặc nhiệm 38 bắt đầu một loạt các cuộc không kích xuống các căn cứ Nhật Bản.
Mục tiêu đầu tiên là vịnh Cam Ranh tại Đông Dương thuộc Pháp, nơi Đô đốc William Halsey, Jr., Tư lệnh Đệ Tam hạm đội, hy vọng sẽ tìm thấy Ise và Hyūga. Tuy nhiên hai chiếc thiết giáp hạm Nhật Bản đã di chuyển đến vùng biển Singapore an toàn hơn. Dù sao cuộc không kích vẫn tiến hành theo kế hoạch xuống vịnh Cam Ranh vào ngày 12 tháng 1, nơi các phi công từ tàu sân bay đã đánh chìm 44 tàu Nhật Bản, 15 trong số đó là tàu chiến và số còn lại là tàu buôn. Sau khi được tiếp nhiên liệu vào ngày 13 tháng 1, Lực lượng Đặc nhiệm 38 với Waldron trong thành phần hộ tống, tiếp tục không kích đảo Hải Nam và Hong Kong; rồi sang ngày hôm sau là những đợt càn quét tàu bè và ném bom các sân bay tại Đài Loan.
Đến ngày 16 tháng 1, các tàu sân bay một lần nữa lại không kích xuống Hải Nam và Hong Kong, rồi đến ngày 20 tháng 1, Waldron cùng Lực lượng Đặc nhiệm 38 rời biển Đông qua lối eo biển Balintang để tiến vào biển Philippine. Sau một lượt không kích khác xuống Đài Loan và Okinawa, lực lượng về đến căn cứ Ulithi vào ngày 26 tháng 1.
Waldron ở lại Ulithi cho đến ngày 10 tháng 2, khi nó cùng lực lượng, vào lúc này được tổ chức lại thành Lực lượng Đặc nhiệm 58 do Phó đô đốc Marc Mitscher làm tư lệnh, lên đường hỗ trợ cho cuộc tấn công lên Iwo Jima được dự định vào ngày 19 tháng 2. Để chuẩn bị, Đệ Ngũ hạm đội đã tiến hành cuộc không kích xuống chính quốc Nhật Bản bằng tàu sân bay, là lần đầu tiên kể từ cuộc Không kích Doolittle huyền thoại vào năm 1942. Trong các ngày 16 và 17 tháng 2, họ đã ném bom xuống khu vực phụ cận Tokyo trên đảo Honshū. Sau đó lực lượng quay xuống phía Nam hướng đến mục tiêu chính là Iwo Jima, hỗ trợ trên không cho cuộc đổ bộ.
Trong đêm 17-18 tháng 2, đội đặc nhiệm của Waldron đụng độ với nhiều tàu tuần tra nhỏ Nhật Bản. Một chiếc đã tấn công tàu khu trục Dortch (DD-670) bằng pháo 3-inch, khiến ba thủy thủ thiệt mạng. Do trời tối và sự hiện diện của Dortch cùng tàu khu trục Charles S. Sperry (DD-697) ở ngay bên cạnh, Waldron không thể đối đầu kẻ tấn công bằng dàn pháo chính. Thay vào đó, nó bẻ lái hướng thẳng đến đối thủ và tăng tốc lên 21 kn (39 km/h). Lúc khoảng 05 giờ 09 phút ngày 18 tháng 2, nó húc thẳng tàu tuần tra đối phương ngay giữa tàu và cắt đối thủ ra làm đôi. Khoảng bốn giờ sau, chiếc tàu khu trục nhận mệnh lệnh tách khỏi Lực lượng Đặc nhiệm 58, quay trở về Saipan để sửa chữa mũi tàu.
Waldron về đến Saipan vào ngày 20 tháng 2, nhanh chóng hoàn tất việc sửa chữa và rời Saipan vào xế trưa ngày 23 tháng 2. Khi đi đến Iwo Jima vào ngày 25 tháng 2, nó trình diện để phục vụ cùng Lực lượng Đặc nhiệm 51 tạm thời trong nhiệm vụ hộ tống các tàu vận tải. Song song với vai trò này, nó còn bắn hải pháo hỗ trợ cho binh lính chiến đấu trên bờ vào các ngày 26 và 27 tháng 2, trước khi gia nhập trở lại Đội đặc nhiệm 58.3. Sau khi tiến hành không kích xuống Okinawa vào ngày 1 tháng 3, nó cùng các tàu sân bay quay trở về Ulithi, về đến nơi vào ngày 4 tháng 3.
Mười ngày sau, Waldron rời căn cứ tại vũng biển Ulithi để cùng các tàu sân bay nhanh hướng đến các đảo chính quốc Nhật Bản. Đi đến mục tiêu vào ngày 18 tháng 3, Lực lượng Đặc nhiệm 58 bắt đầu các cuộc không kích xuống các sân bay trên đảo Kyūshū; đối phương phản công bằng các đợt tấn công tự sát bởi máy bay Kamikaze, và đã đánh trúng tàu sân bay Franklin (CV-13) vào cuối ngày hôm đó. Waldron được phân công vào lực lượng hộ tống chiếc tàu sân bay bị hư hại nặng rút lui về căn cứ, và trong ba ngày tiếp theo hỏa lực phòng không của nó đã phải liên tục đối phó với các đợt không kích đuổi theo của đối phương. Trong đêm 20-21 tháng 3, dàn pháo chính điều khiển bằng radar của nó đã bắn rơi một máy bay ném bom bổ nhào Yokosuka D4Y "Judy"; đồng thời nhắm bắn vào một kẻ tấn công thứ hai cùng trong đêm đó, nhưng không diệt được đối thủ do gặp trục trặc kỹ thuật. Chiếc tàu khu trục gia nhập trở lại đội đặc nhiệm vào ngày 22 tháng 3, tiếp nối vai trò hộ tống các tàu sân bay khi máy bay của chúng ném bom Okinawa và Kyūshū, nhằm chuẩn bị cho cuộc đổ bộ lên Okinawa.
Trong ba tháng tiếp theo sau, Waldron đảm nhiệm hộ tống các tàu sân bay trong suốt chiến dịch tại Okinawa. Trong thời gian này, nó tham gia nhiều hoạt động phòng không cũng như tham gia hai lượt bắn phá bờ biển lên một sân bay tại Minamidaitō. Một máy bay đối phương bị hỏa lực phòng không của nó bắn rơi vào ngày 14 tháng 5, và con tàu còn trợ giúp vào việc tiêu diệt thêm bốn máy bay khác trong suốt chiến dịch. Nó cùng đội đặc nhiệm rời khu vực quần đảo Ryūkyū vào ngày 26 tháng 5, và đi đến vịnh San Pedro, Leyte vào ngày 1 tháng 6 để bảo trì, nghỉ ngơi và tiếp liệu.
Waldron ở lại vịnh San Pedro cho đến ngày 1 tháng 7, khi nó ra khơi cùng lực lượng tàu sân bay nhanh, giờ đây trở lại thành Lực lượng Đặc nhiệm 38 trực thuộc Đệ Tam hạm đội. Trong thời gian còn lại của chiến tranh, nó hộ tống các tàu sân bay trong những chiến dịch không kích cuối cùng xuống chính quốc Nhật Bản. Khi Nhật Bản chấp nhận đầu hàng vào ngày 15 tháng 8, chiếc tàu khu trục vẫn đang có mặt ngoài khơi bờ biển Nhật Bản, và nó tiếp tục làm nhiệm vụ hỗ trợ cho việc đổ bộ chiếm đóng. Con tàu cuối cùng tiến vào vịnh Tokyo vào ngày 10 tháng 9. Trong giai đoạn ngay sau khi chiến tranh kết thúc, nó ở lại khu vực Viễn Đông hỗ trợ lực lượng chiếm đóng, và thực hiện các chuyến đi đến Saipan, Eniwetok và Okinawa nhằm giúp hồi hương binh lính và thường dân Nhật Bản trở về chính quốc.

### 1946 - 1950
Waldron khởi hành từ Okinawa vào ngày 4 tháng 11, 1945 để quay trở về nhà. Sau các chặng dừng tại Eniwetok và Trân Châu Cảng, nó về đến San Francisco, California vào ngày 20 tháng 1, 1946. Nó lại di chuyển đến Portland, Oregon trước khi tiếp tục hành trình vào ngày 4 tháng 2, băng qua kênh đào Panama vào ngày 14 tháng 2, và đi đến Norfolk, Virginia vào ngày 19 tháng 2.
Waldron hoạt động dọc theo vùng bờ Đông Hoa Kỳ trong khoảng ba tháng, cho đến đầu tháng 5, khi nó được đại tu tại Xưởng hải quân Boston, và chỉ quay trở lại hoạt động vào cuối năm đó. Sang đầu năm 1947, nó hoạt động từ cảng nhà tại Charleston, South Carolina cho đến tháng 6, khi nó được điều sang New Orleans, Louisiana. Trong hai năm tiếp theo, con tàu hoạt động tại khu vực vịnh Mexico và vùng biển Tây Ấn trong vai trò tàu huấn luyện cho Hải quân Dự bị thuộc Quân khu Hải quân 8. Đến tháng 8, 1949, nó viếng thăm Norfolk trước khi lên đường vào ngày 6 tháng 9 cho một đợt bố trí sang vùng biển Châu Âu.
Trong phần đầu của chuyến đi, Waldron đi đến vùng biển Bắc Âu, viếng thăm các cảng Anh Quốc và khu vực Scandinavia; rồi nó băng qua eo biển Gibraltar vào tháng 11 để tiến vào Địa Trung Hải, viếng thăm một số cảng cho đến ngày 28 tháng 1, 1950, khi nó quay trở lại eo biển Gibraltar và vượt Đại Tây Dương, về đến Norfolk vào ngày 7 tháng 2. Nó lại lên đường vào ngày 16 tháng 2 cho chuyến đi ngắn đến Charleston, nơi nó được đại tu để chuẩn bị ngừng hoạt động. Waldron được cho xuất biên chế vào ngày 17 tháng 5, 1950 và được đưa về Đội Charleston, trực thuộc Hạm đội Dự bị Đại Tây Dương.

### Chiến tranh Triều Tiên
Chỉ sáu tuần sau đó, Chiến tranh Triều Tiên nổ ra vào ngày 25 tháng 6, khi lực lượng Cộng sản của Bắc Triều Tiên tấn công Cộng hòa Hàn Quốc ở phía Nam. Hải quân Hoa Kỳ cần khẩn cấp gửi tàu chiến đến hỗ trợ cho lực lượng Liên Hợp Quốc giúp đỡ quân đội Nam Triều Tiên trong cuộc xung đột này, nên nhiều tàu chiến trong thành phần dự bị được cho tái ngũ. Waldron được huy động trở lại vào ngày 17 tháng 8, chỉ ba tháng sau khi xuất biên chế.
Waldron nhập biên chế trở lại tại Charleston vào ngày 20 tháng 11, 1950 dưới quyền chỉ huy của Trung tá Hải quân James C. Shaw. Nó tiến hành chạy thử máy huấn luyện tại khu vực vịnh Guantánamo, Cuba từ tháng 12, 1950 đến tháng 3, 1951; và sau khi được sửa chữa sau chạy thử máy tại Charleston, nó chuyển đến cảng nhà mới tại Norfolk, Virginia vào tháng 8. Sang tháng 9, nó rời Newport cho một chuyến đi kéo dài 10 tuần sang vùng biển Bắc Âu; trước khi đi sang Địa Trung Hải để hoạt động cùng Đệ Lục hạm đội. Sang đầu tháng 2, 1952, chiếc tàu khu trục quay trở về Norfolk, và hoạt động cùng Đệ Nhị hạm đội từ căn cứ này.
Waldron lại đi sang vùng biển Châu Âu một lần nữa vào mùa Hè năm 1952, cùng với học viên sĩ quan của Học viện Hải quân Hoa Kỳ trên tàu cho chuyến đi thực tập mùa Hè. Nó hoàn tất chuyến đi huấn luyện vào tháng 9, trở lại làm nhiệm vụ cùng Hạm đội Đại Tây Dương từ căn cứ Norfolk. Đến tháng 3, 1953, con tàu được đại tu tại Xưởng hải quân Charleston, hoàn tất việc sửa chữa vào tháng 6, rồi tiến hành huấn luyện ôn tập tại vịnh Guantánamo trước khi quay trở lại hoạt động thường lệ từ căn cứ Norfolk vào cuối tháng đó.
Waldron rời Norfolk vào ngày 2 tháng 11, 1953 cho một lượt phục vụ tại Viễn Đông. Nó băng qua kênh đào Panama vào ngày 9 tháng 11, ghé qua Trân Châu Cảng trước khi đi đến Yokosuka, Nhật Bản vào ngày 9 tháng 12. Con tàu đã ghé qua các cảng Nhật Bản và Triều Tiên, phục vụ như một đơn vị thuộc lực lượng Liên Hợp Quốc để tuần tra giám sát việc ngừng bắn. Lượt hoạt động kết thúc vào ngày 7 tháng 4, 1954, khi nó rời Sasebo quay trở về nhà, đi ngang qua Hong Kong, Singapore, Ceylon, kênh đào Suez, Địa Trung Hải và Đại Tây Dương. Con tàu hoàn tất một chuyến vòng quanh trái đất khi về đến Norfolk vào ngày 4 tháng 6.

### 1954 - 1967
Đến tháng 7, 1954, Waldron quay trở lại hoạt động thường lệ dọc theo vùng bờ Đông và vùng biển Tây Ấn. Vào ngày 1 tháng 4, 1956, nó rời vịnh Chesapeake đi sang Địa Trung Hải cho lượt hoạt động thứ hai cùng Đệ Lục hạm đội. Trong một thập niên tiếp theo, nó luân phiên những hoạt động thường lệ từ Norfolk với những lượt bố trí hoạt động cùng Đệ Lục hạm đội tại Địa Trung Hải. Vào tháng 6, 1959, nó gia nhập Lực lượng Đặc nhiệm 47 để tham gia Chiến dịch Inland Seas, đi dọc theo sông Saint Lawrence tham dự lễ khánh thành tuyến đường thủy St. Lawrence nối liền Đại Tây Dương với Ngũ Đại Hồ, nghi lễ do Tổng thống Dwight D. Eisenhower và Nữ hoàng Elizabeth II của Anh đồng chủ trì. Sang tháng 6, 1962, chiếc tàu khu trục bắt đầu trải qua đợt nâng cấp theo chương trình Hồi sinh và Hiện đại hóa Hạm đội (FRAM: Fleet Rehabilitation and Modernization) tại Xưởng hải quân Norfolk, khi cảm biến vũ khí chống ngầm được cải tiến đáng kể. Sau khi hoàn tất nó tiếp nối hoạt động thường lệ tại vùng biển nhà.

### Chiến tranh Việt Nam
Waldron trực tiếp tham gia cuộc Chiến tranh Việt Nam vào mùa Hè năm 1967. Nó khởi hành từ Norfolk vào ngày 5 tháng 7, băng qua kênh đào Panama vào ngày 10 tháng 7, và sau các chặng dừng tại San Diego, California và Trân Châu Cảng đã đi đến Yokosuka vào ngày 10 tháng 8. Nó rời vào ngày 13 tháng 8, và sau khi ghé qua Okinawa và vịnh Subic đã đi đến vùng biển Việt Nam vào ngày 24 tháng 8. Con tàu đã tuần tra gần vĩ tuyến 17, khu phi quân sự phân cách hai miền Bắc và Nam Việt Nam, và bắn pháo hỗ trợ cho hoạt động của lực lượng Thủy quân Lục chiến, tiếp tục ở lại tuyến đầu cho đến ngày 17 tháng 9. Nó viếng thăm cảng Cao Hùng, Đài Loan từ ngày 20 tháng 9 đến ngày 1 tháng 10, rồi lại ghé qua cảng Hong Kong từ ngày 2 đến ngày 6 tháng 10.
Waldron tiếp nối nhiệm vụ hỗ trợ hải pháo tại vùng biển Việt Nam từ ngày 9 tháng 10, lần này hoạt động tại bờ biển thuộc vùng chiến thuật của Quân Đoàn 2. Trong đợt này, hải pháo của nó đã hỗ trợ cho hoạt động tác chiến của Sư đoàn 1 Không Kỵ và một sư đoàn của quân đội Nam Việt Nam. Chiếc tàu khu trục được điều chuyển từ vai trò hỗ trợ hỏa lực sang hộ tống các tàu sân bay nhanh vào ngày 20 tháng 10, khi nó lên đường hướng đến Trạm Yankee để gia nhập Lực lượng Đặc nhiệm 77, gặp gỡ Đội đặc nhiệm 77.8 hai ngày sau đó và hoạt động canh phòng máy bay trong hai tuần tiếp theo. Nó rời vùng chiến sự vào ngày 3 tháng 11, và sau khi ghé qua Okinawa đã đi đến Yokosuka vào ngày 8 tháng 11.
Một tuần sau đó, Waldron quay trở lại Trạm Yankee cùng Đội đặc nhiệm 77.8, nhưng tách khỏi đơn vị này vào ngày 18 tháng 11 để đi đến căn cứ tại vịnh Subic. Nó quay trở lại vùng biển Việt Nam vào ngày 24 tháng 11, đảm nhiệm vai trò bắn hải pháo hỗ trợ cho các chiến dịch quân sự tại khu vực Quân đoàn 2, kéo dài cho đến ngày 10 tháng 12. Nó rời vùng chiến sự lần cuối cùng, ghé qua vịnh Subic trước khi đi đến Yokosuka vào ngày 22 tháng 12. Nó lên đường quay trở về Hoa Kỳ bốn ngày sau đó.

### 1968 - 1973
Sau các chặng dừng tại Midway và Trân Châu Cảng, Waldron về đến San Francisco vào ngày 9 tháng 1, 1968, rồi từ đây tiếp tục đi San Diego, băng qua kênh đào Panama vào ngày 25 tháng 1, và đi đến Norfolk vào ngày 30 tháng 1. Trong hai năm tiếp theo, chiếc tàu khu trục luân phiên các hoạt động dọc theo vùng bờ Đông với hai lượt biệt phái sang cùng Đệ Lục hạm đội tại Địa Trung Hải.
Vào ngày 1 tháng 4, 1970, Waldron chuyển sang hoạt động huấn luyện cho Hải quân Dự bị Hoa Kỳ dưới quyền Tư lệnh Quân khu 6 Hải quân. Nó đi đến cảng nhà mới tại Mayport, Florida vào ngày 7 tháng 5, bắt đầu hoạt động dọc bờ biển Florida và tại khu vực quần đảo Tây Ấn để huấn luyện cho nhân sự hải quân dự bị; vai trò này kéo dài cho đến mùa Thu năm 1973. Con tàu được cho xuất biên chế tại Mayport vào ngày 30 tháng 10, 1973, và được chuyển cho Colombia cùng ngày hôm đó. Tên nó được cho rút khỏi danh sách Đăng bạ Hải quân một ngày sau đó.

### ARCSantander(DD-03)
Con tàu tiếp tục phục vụ cùng Hải quân Colombia như là chiếc ARC Santander (DD-03), cho đến khi ngừng hoạt động và bị tháo dỡ vào năm 1986.

## Phần thưởng
Waldron được tặng thưởng bốn Ngôi sao Chiến trận do thành tích phục vụ trong Thế Chiến II, và thêm một Ngôi sao Chiến trận khác trong Chiến tranh Việt Nam.